# Jaturong Samakorn
Jaturong Samakorn (thailändisch จตุรงค์ สมากร, * 15. Februar 1994) ist ein thailändischer Fußballspieler.

## Karriere
Jaturong Samakorn spielte bis 2015 beim BGC FC. Der Club spielte in der damaligen dritten Liga, der Regional League Division 2, in der Region Bangkok. Mitte 2015 wechselte er zum Erstligisten Bangkok Glass, dem heutigen BG Pathum United FC. Nachdem er in der ersten Liga nicht zum Einsatz gekommen war, wechselte er 2017 zum Samut Sakhon FC. Der Club aus Samut Sakhon spielte in der dritten Liga, der Thai League 3, in der Lower Region. Mit dem Verein wurde er 2017 Meister und stieg somit in die zweite Liga auf. 2019 bestritt er sechs Spiele in der Thai League 2. 2020 unterschrieb er einen Vertrag beim Erstligaabsteiger Chiangmai FC in Chiangmai. Für Chiangmai bestritt er 23 Ligaspiele. Im Juli 2022 wechselte er zum ebenfalls in der zweiten Liga spielenden Udon Thani FC. Für den Verein aus Udon Thani stand er fünfmal zwischen den Pfosten. Im Dezember 2022 wurde sein Vertrag nicht verlängert. Im gleichen Monat unterschrieb er einen Vertrag beim Drittligisten MH Nakhonsi City FC. Mit dem Verein aus Tha Sala spielte er zehnmal in der Southern Region der Liga. Am Ende der Saison feierte er mit dem Verein die Vizemeisterschaft der Region und die Teilnahme an den Aufstiegsspielen zur zweiten Liga. In der Gruppenphase wurde man erster der Lower Region und stieg direkt in die zweite Liga auf. Das Finale um die Gesamtdrittligameisterschaft konnte man sich gegen den Sieger der Upper Region Chanthaburi FC durchsetzen. Nach dem Aufstieg verließ er den Verein und schloss sich im Juni 2023 dem Zweitligisten Chiangmai FC an.

## Erfolge
Samut Sakhon FC
- Thai League 3 - Lower Region: 2017  ▲

MH Nakhonsi City FC
- Thai League 3 – South: 2022/23 (2. Platz)
- Thai League 3 – National Championship: 2022/23  ▲